# Revolució dels Paraigües
Les protestes de Hong Kong del 2014, anomenades també per la premsa occidental Revolució dels Paraigües (遮打革命, Zhē dǎ gémìng) o Primavera Asiàtica, van començar el 22 de setembre del 2014, dia nacional de la Xina, amb una mobilització organitzada pel moviment Occupy Central with Love and Peace, Scholarism i la Federació d'estudiants de Hong Kong, confluint en el Moviment dels Paraigües. Els integrants d'aquests moviments van prendre els carrers de Hong Kong, autonomia administrada especial de la República Popular de la Xina, per sol·licitar que es retirés la reforma electoral del Comitè Permanent de l'Assemblea Nacional Popular. En l'actualitat, dit comitè només autoritza votar per tres o dues candidatures seleccionades prèviament per un grup format per 1200 persones, la majoria de les quals són properes a la línia política del govern xinès. La revolta va visibilitzar el pèssim moment pel qual està passant el règim xinès d'ençà les protestes de la plaça de Tian'anmen de 1989. Les imatges de les protestes de Hong Kong han donat la volta al món i han posat en dubte l'estabilitat d'aquest important mercat financer.

## El context de la revolució

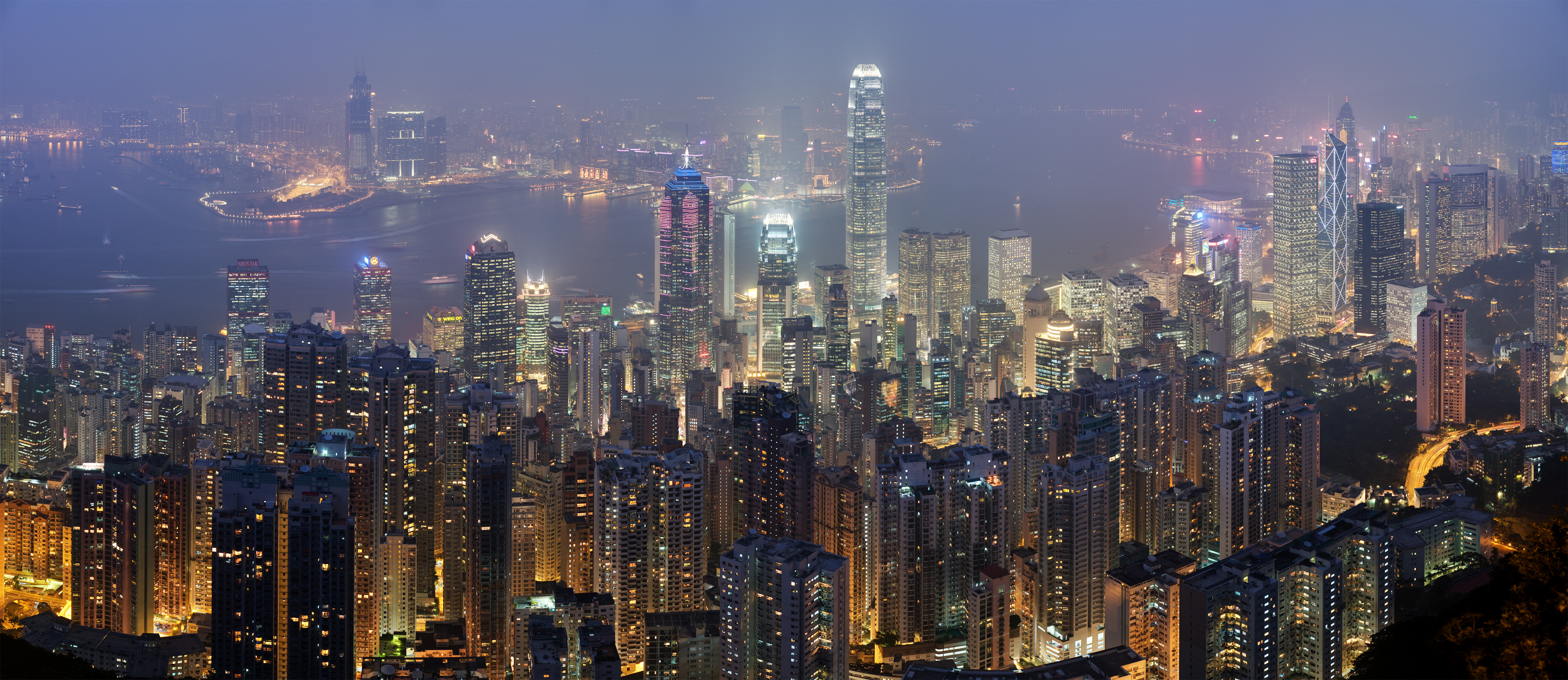
L'Skyline, centre financer de Hong Kong.

### Un país, dos sistemes
L'any 1997 el Regne Unit cedeix la seva colònia de Hong Kong a la Xina. Amb les manifestacions de la plaça de Tian'anmen com a refons l'any 1989, es ratifica la Llei fonamental de la regió administrativa especial de Hong Kong, que atorga a Hong Kong caràcter administratiu especial. Els governs xinès i britànics havien acordat l'aprovació de dita llei a canvi de la cessió del territori a la Xina, tot plegat sense cap consulta prèvia a la població de Hong Kong. Dita llei havia d'apaivagar els temors britànics que Hong Kong caigués totalment sota el sistema polític xinès, proporcionant, així doncs, un estatut administratiu diferent, més conegut com a "un país dos sistemes". Aquest permet, per exemple, la llibertat de premsa i estableix també que el cap de l'executiu hongkonguès sigui escollit a través de sufragi universal. L'entesa per l'establiment del "país i dos sistemes" venia amb la promesa d'una democratització progressiva per part del govern xinès. Abans de l'aprovació de la llei l'executiu era escollit per la corona d'Anglaterra.
L'establiment d'aquest règim d'"un país, dos sistemes" beneficiava el govern de Pequín perquè volia convertir Hong Kiong en una plaça financera mundial. Però per aconseguir-ho, el govern xinès necessitava mantenir l'excolònia sota control, de manera que va mantenir el sistema colonial designant el cap de l'executiu i del legislatiu honkonguesos. Malgrat haver promès l'any 1990 que en algun moment els candidats serien escollits per sufragi universal, mai el govern xinès compleix amb la promesa. Tant és així, que el Partit Comunista xinès ha anat cultivant d'ençà una forta aliança amb les oligarquies kongkongneses amb el doble objectiu de controlar l'economia i desactivar qualsevol moviment protestatari i prodemocràtic.

### La reforma electoral
Al mes d'agost del 2014 les autoritats del règim comunista xinès anuncien que els candidats a les eleccions del 2017 a la presidència de l'executiu hongkonguès seran triats per un comitè quan la població s'esperava un altre anunci, el de l'aplicació del sufragi universal. Dit comitè només autoritza votar per tres o dues candidatures seleccionades prèviament per un grup format per 1200 persones, la majoria de les quals són properes a la línia política del govern xinès, fet que provoca la revolta. Des de la premsa es parla d'indignació i desengany per part de la població hongkonguesa.

### Pobresa de rerefons
Darrere les exigències de democratització del sistema, també hi ha malestar davant les desigualtats socials que pateix el territori, a més de la creixent falta d'oportunitats per la majoria dels seus habitants. Hong Hong sempre ha prosperat i és l'un dels principals centres financers del món, però es calcula que l'any 2013 1,3 milions dels seus habitants (és a dir, el 19,6% de la població total) vivia sota el topall de pobresa. El coeficient de desigualtat és dels més alts per una economia desenvolupada com la hongkonguesa.

## La revolta dels paraigües

### Moviment dels Paraigües
L'ocupació dels carrers de Hong Kong va començar al mes de setembre del 2014 amb una mobilització organitzada pel moviment Occupy Central with Love and Peace, Scholarism i la Federació d'estudiants de Hong Kong. L'Occupy Central with Love and Peace està format per diversos acadèmics, però no hi ha líders clars amb noms i congnoms, fet que ha generat les seves crítiques, com ara "falta de direcció". Però, tot i així, també ha estat un dels elements per designar el moviment com una indignació disciplinada: "aixequen una barricada per tallar el carrer i hi posen un cartell que demana disculpes per les molèsties. Els hongkonguesos són tan respectuosos que, fins i tot a les fotos que pengen a internet, demanen perdó per protestar" o "les impactants imatges dels no menys impressionants carrers de Hong Kong, plens de gent armada amb els seus telèfons d'ultimíssima generació, reclamant el seu dret al sufragi universal, es contraposen aquests dies a les de les celebracions oficials de la festa nacional xinesa, amb la seva pompa i rigidesa, com d'altres temps" és part de les cròniques es van poder llegir a diaris occidentals. Convocades per Occupy Central, desenes de milers de hongkonguesos es van anar unint a les protestes que en un principi no semblaven tenir gaire èxit. Així mateix ho expressava en una entrevista Benny Tai, un dels líders d'Occupy Central, per Bloomberg on hi deia que la desobediència civil estava sent un fracàs.

### Demandes de democratització
El clam principal de la Revolució dels Paraigües és la democratització del sistema hongkonguès com ara l'establiment del sufragi universal. El moviment exigeix de fet la dimissió del cap de l'executiu del territori, Leung Chin-ying, "un personatge proper a l'adinerada oligarquia hongkonguesa i a Pequín", segons expressa la premsa. Leung ha estat acusat en diverses ocasions d'haver pertangut al Partit Comunista clandestí de Hong Kong i, amb això, haver guanyat la confiança dels dirigents de Pequín, aconseguint d'aquesta manera construir la seva carrera política. Leung ha estat vist per molts hongkongnesos com una simple titella de Pequín i és probable que, com a tal, "la seva dimissió no tingui cap mena d'importància"; així ho manté l'analista Philip Bowring al diari britànic The Guardian.

#### El referèndum
Dintre de les iniciatives de desobediència civil el moviment Occupy Central també va decidir celebrar un referèndum virtual i no oficial que pretenia escollir el cap de l'executiu hongkonguès. Un referèndum va tancar amb un èxit inesperat després d'haver aconseguit atreure el vot d'una quarta part de l'electorat de la ciutat, segons el recompte dels organitzadors. El moviment prodemocràtic que el va convocar es va mostrar esperançat que aquest altíssim grau de participació faci replantejar les autoritats de Pequín.
Però el govern xinès va condemnar la iniciativa i va qualificar el referèndum d'il·legal. Michael Tien, un membre del Consell Legislatiu de Hong Kong afí a Pequín, va assegurar que la consulta hauria hagut de tenir molts més vots per forçar el govern de Pequín a reconsiderar qualsevol canvi. “Si haguessin votat tres o quatre milions, llavors sí que crec que la Xina es replantejaria del tot la situació”, va reblar.

### Repressió

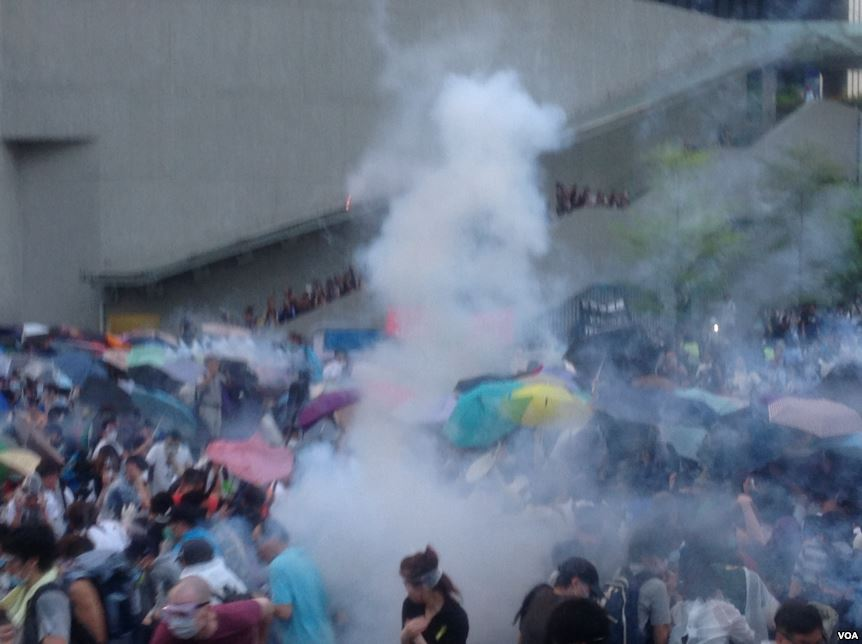
Gas lacrimogen llançat als manifestants a la seu del govern

Les protestes han afectat els mercats financers de tot Àsia i els seus efectes s'han fet notar a nivell global. Davant els informes publicats per les quatre més grans auditores del món alertant del perill que pot suposar l'Occupy Central, el govern de Pequín passa a la repressió, intentant dispersar els manifestants amb gasos lacrimògens. De fet, les protestes han agafat el nom de Revolució dels Paraigües per la utilització d'aquest objecte per part dels manifestants per defensar-se dels gasos lacrimògens. No debades, el govern xinès diu que no cedeix a cap organització "extremista" i, no podent enviar l'exèrcit com l'any 1989, perquè provocar un bany de sang en una capital financera com Hong Kong pot empitjorar considerablement la situació financera, l'executiu de Leung Chung-ving rep l'ordre de Pequín d'esperar-se a que la gent es cansi. En aquest sentit, el govern pequinès també va fer mans i mànigues per evitar el contagi dels protestos amb la resta de la Xina. Els censors del Govern xinès, segons informa Europapress, van decidir blocar a Internet la majoria de les discussions sobre les manifestacions a favor de la democràcia a Hong Kong, tot i que no van aconseguir impedir la difusió de l'etiqueta 'Revolució del paraigua' en la popular xarxa social Sina Weibo, l'equivalent xinès a Twitter.
Els manifestants, però, i seguint la lògica de la desobediència civil decideixen inculpar-se i entregar-se a la comissaria del territori. Concretament, els tres cofundadors del moviment Occupy Central surten en llibertat sense càrrecs de la comissaria el matí del dimecres 3 de desembre del 2014: "ens han deixat sortir sense restriccions, no hem estat arrestats". Tai, l'un dels implicats, explicava a la premsa que els havien demanat d'omplir un formulari específic sobre les activitats d'Occupy Central, en el qual havien 'assenyalar les caselles de diversos fets, com prendre part en assemblees no autoritzades, incitació al delicte o danys criminals. Paral·lelament, Joshua Wong, dirigent de Scholarism, anuncia a la premsa que estudiants de Hong Kong tenien prevista una vaga de fam com a mesura de pressió vers el govern comunista xinès.

#### Revolució impensable
El sistema d'"un país, dos sistemes" ha permès establir tot un sistema de llibertats que és impensable a la resta de la Xina. Cridar per la democràcia als carrers de la xina és passible de detenció i agressió, i més si els crits són registrats per periodistes. Per exemple, es registren casos de condemnes de 10 anys de presó per haver enviat missatges de correu electrònic per celebrar l'aniversari de la revolta de Tiananmen. No obstant això, Hong Kong és un dels pocs territoris xinesos en què la seva població viu amb l'estil de vida occidental, encapçalant el boom tecnològic i el canvi cap a la globalització. N'és de fet el motor a la Xina. Però malgrat la certa llibertat existent a Hong Kong, al moment dels protestos, el partit comunista va llençar amenaces mitjançant editorials a la premsa xinesa. A més, dona un vot de confiança al govern de Hong Kong per controlar les protestes, però tan d'hora comencen els arrestos i l'agressió policial, fet que és presentat com a joc brut pels manifestants de l'Occupy Central.

### Reacció Internacional
Reacció per països:
- Austràlia, el ministre dels Afers Estrangers emet una alerta per qui vulgui viatjar a Hong Kong i demana precaució, alhora que els manifestants prodemocràtics d'Austràlia organitzen manifestació en solidaritat a Sydney, Melbourne i Brisbane.[11][12]
- Estats Units, el portaveu del govern d'Obama decalara que "els EUA donen suport al sufragi universal a Hong Kong d'acord amb la Llei fonamental i les aspiracions del poble de Hong Kong".[13]
- França, el ministre dels Afers Exteriors del govern de François Hollande diu que espera "que un diàleg constructiu i pacífic" amb "un acord que sigui conforme a la Llei fonamental de Hong Kong".[14]
- Regne Unit, el vice-primer ministre del Regne Unit, dona suport als manifestants a través del seu compte Twitter. El canal d'informació Euronews assegura que Nick Clegg, "apel·la a eleccions totalment democràtiques" a Hong Kong.[15][16]
- Taiwan, el president de Taiwan, Ma Ying-jeou també dona suport el 29 de setembre del 2014 als manifestants[17]

Reacció de l'ONU:
- Ban Ki-moon, secretari general de les Nacions Unides, declara que "considero que es tracta d'un assumpte afer intern [xinès] però demano a tots els protagonistes de resoldre el seu diferent de manera democràtica i que es respecti els principis democràtics".[18]

Reacció d'Aministia Internacional:
- L'organització demana l'alliberament dels simtatitzants xinesos arrestats en diferents indrets de la Xina continental. L'ONG demana també a la policia de Hong Kong que es contingui davant les ordres rebudes.[19]

## L'eventual secessió

### Moviment Majoria Silenciosa
Les manifestacions prodemocràtiques a Hong Kong també venen acompanyades dels seus detractors. El Moviment Majoria Silenciosa, que es posicionen en contra del que s'ha anomenat Revolució dels Paraigües, denuncien que darrere dels protestos hi ha una qüestió territorial i no ideològica. En paraules de manifestants dels detractors, darrere dels paraigües hi ha els EUA que miren de desestabilitza la Xina perquè pot superar-los com a força econòmica. El cas, però, és que les implicacions que comporta la democratització promesa als hongkonguesos, i segons explica la premsa, poden marcar precedents en un país on hi ha una multiculturalitat palpables: diverses llengües, territoris diferents els uns dels altres,...

#### Sondejos i enquestes
La Universitat de Hong Kong va fer pública una enquesta en què s'assegura que el 46,3% dels residents hongkonguesos s'oposa al moviment prodemocràtic, mentre que el 31,3% hi dona suport. Per franges d'edat, el 47% dels menors de 24 anys serien més favorables a l'Occupy Central, mentre que els de més de 40 anys només representen un 20,90%. Segons The Wall Street Journal, aquest fenomen s'explica pel fet que els adults de Hong Kong són, a diferència dels més joves, cautelosos davant la idea de confrontar-se al govern central, encara que hi ha sentiment escèptic vers les intencions del govern de Pequín. En aquest sentit, la Universitat de la Xina de Hong Kong assegura que el 43,6% de la població es declara obertament en contra de les darreres mesures preses pel govern xinès, percentatge dels més alts des que l'ens va començar a elaborar enquestes sobre la qüestió. La mateixa Universitat assenyala que el 67,3% de la població se sent hongkonguesa, davant del 31,1% que se sent xinesa.

### Demosisto
L'abril del 2015 el govern de Hong Kong envia al Parlament el projecte de reforma electoral que va generar les intenses protestes socials de la 'revolució dels paraigües'. El projecte entra a la cambra legislativa tal com va ser aprovat per Pequín l'agost del 2014, cosa que feia témer una reencensa del moviment prodemocràtic.
El 20 d'abril del 2016 el moviment popular es constitueix com a partit polític amb el nom de Demosisto, una combinació dels mots ‘demos' (poble, en grec) i ‘sisto’ (mantenir-se o resistir, en llatí). El partit és impulsat pels màxims dirigents de Scholarism i de la Federació d'Estudiants de Hong Kong (HKFS). La formació, encapçalada per Joshua Wong, Agnes Chow, Oscar Lai i Nathan Law, es va plantejar de participar en les eleccions legislatives previstes per al setembre del 2016 i també defensava la convocatòria d'un referèndum sobre la independència de Hong Kong el 2047, quan expirés el model ‘Un país, dos sistemes'. El moviment tem que a l'expiració d'aquesta data, Hong Kong sigui inserit dins el sistema polític de Pequín. Per aquest motiu unes 6000 persones es van manifestar als carrers de Hong Kong en un acte de protesta pacífic al mes de juny del 2016. Si bé la manifestació es convocava per protestar contra l'arrest de cinc llibreters acusats pel govern comunista xinès de publicar llibres en contra del règim dictatorial, l'acte va servir per deixar en evidència de la necessitat de canviar l'estatus polític abans no s'exhaureixi el model "un país, dos sistemes".

## Eleccions del setembre 2016
Les eleccions del 4 de setembre del 2016 a Hong Kong van suposar l'entrada del partit polític Demosito. Les eleccions van ser convocades per renovar el parlament. El sistema electoral hongkonguès establia aleshores que 35 dels diputats de la cambra fossin escollits pel poble i la resta, 30, siguin escollits per gremis, que representen el sector turístic, de l'educació, financer,... Els resultats van donar vuit representants de Demosito al parlament, fent una primera irrupció, malgrat que la majoria parlamentària seguia sent afí a Pequín, tal com en deixa constància la premsa. Un cop passades les eleccions Pequín va anunciar que donaria suport a les autoritats regionals per "castigar" els moviments independentistes de l'illa. Concretament, en un comunicat, l'Oficina del Consell d'Estat per als assumptes de Hong Kong i Macau, va anunciar que "ens oposem de manera contundent a qualsevol forma de moviment independentista, tant dins com fora del Parlament, i donem suport al govern de Hong Kong perquè imposi penses basant-se en la Llei". Segons l'oficina, "la independència viola la Constitució xinesa i les lleis de Hong Kong".